# Bukom
La Isla Bukom (en inglés: Bukom Island; en chino: 毛广岛; en tamil: புளு புகோம்; en malayo: Pulau Bukom y también conocida como Pulau Bukum) es una pequeña isla situada a unos cinco kilómetros al sur de la isla principal de Singapur, fuera de los estrechos de Singapur. El tamaño de Pulau Bukom es de alrededor de 1,45 km².
Pulau Bukom es también conocida como «Pulau Bukom Besar», que tiene un pequeño islote como su compañero al sur llamado «Pulau Bukom Kechil». El nombre de la isla, se cree que proviene del nombre en malayo de un caracol marino llamado bukom rangkek, que es ancho en un extremo y con la punta estrecha, parecida a la forma de la isla antes de la ganancia de tierras al mar.
Pulau Bukom aparece en los mapas de 1828 de Franklin y Jackson como «Po Bukum». La isla, originalmente un pantano de manglares, fue también una fuente de agua dulce para los buques. En 1884, un comerciante llamado Gagino estableció una compañía de agua en la isla para abastecer de agua a los buques en tránsito por el lugar.
La isla es actualmente el lugar donde se encuentre una refinería de petróleo de la Shell y plantas para la fabricación de productos químicos. La vinculación de Shell con la isla se remonta a 1891, cuando la empresa utilizó la isla para almacenar petróleo. Shell está actualmente ampliando sus instalaciones en la isla.
A la isla se puede llegar por ferry desde la estación Pasir Panjang. El acceso a la isla está restringido. Los visitantes tienen que tener un pase de seguridad que sólo se expide por el personal que trabaja en la isla. Los controles de seguridad son muy ajustados y ninguna persona no autorizada se le permite entrar en la isla. El servicio de transbordadores es operado por la empresa «Tian San Shipping». El ferry es gratuito.